# Viquimarató

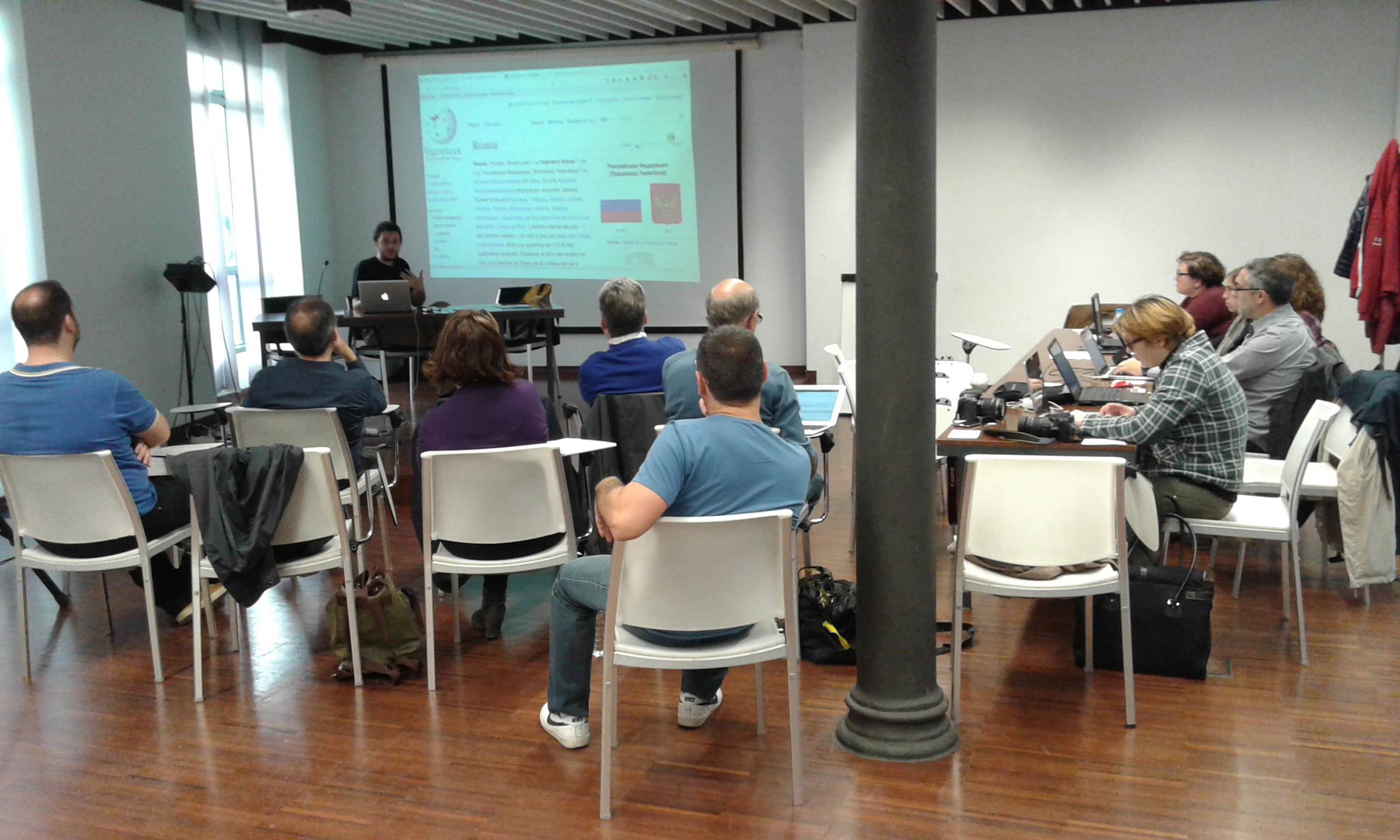
Viquimarató Biologia - València, 2016

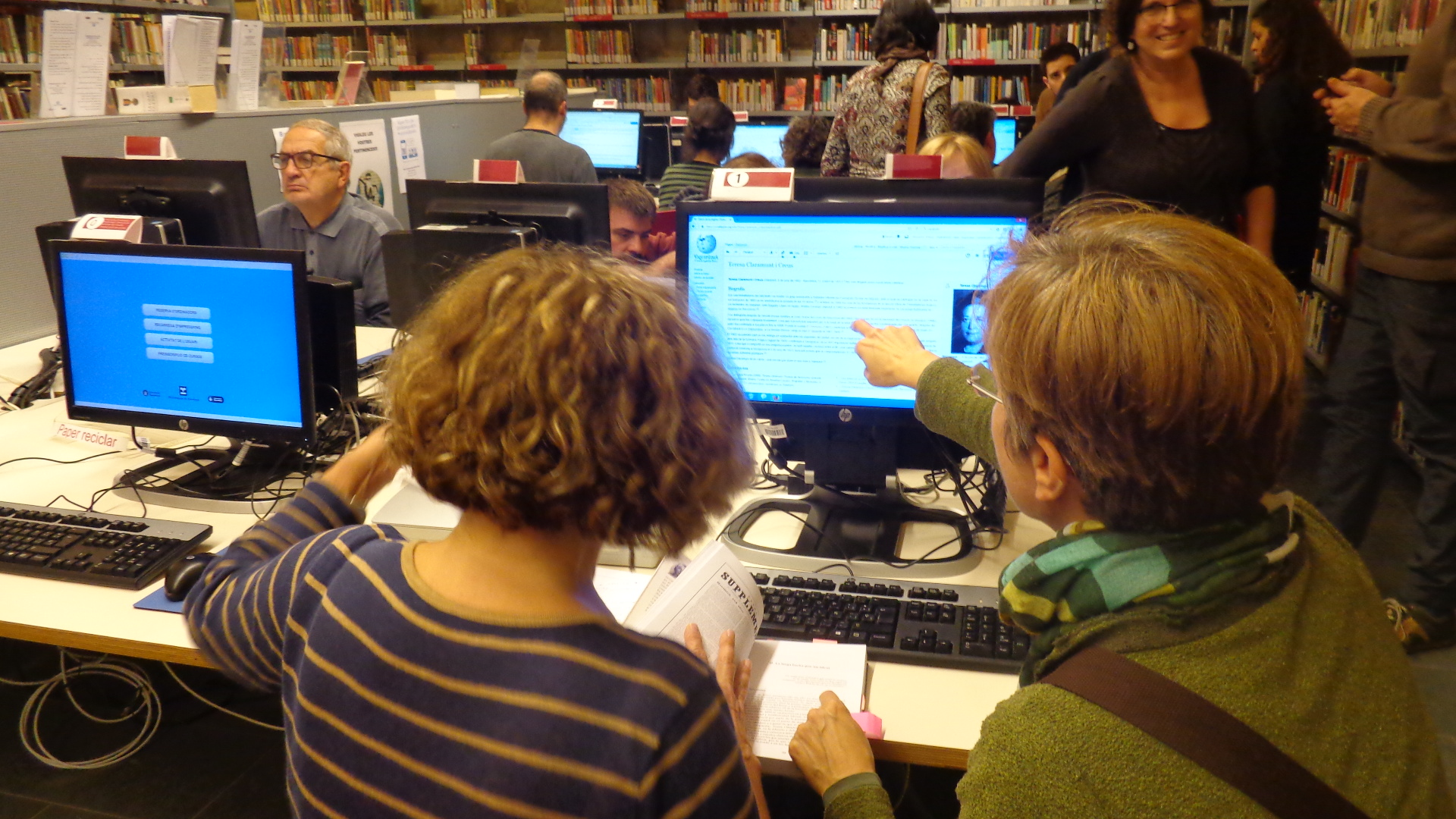
Viquimarató "El Raval de les Dones", 2016, a la Biblioteca Sant Pau-Santa Creu de Barcelona.

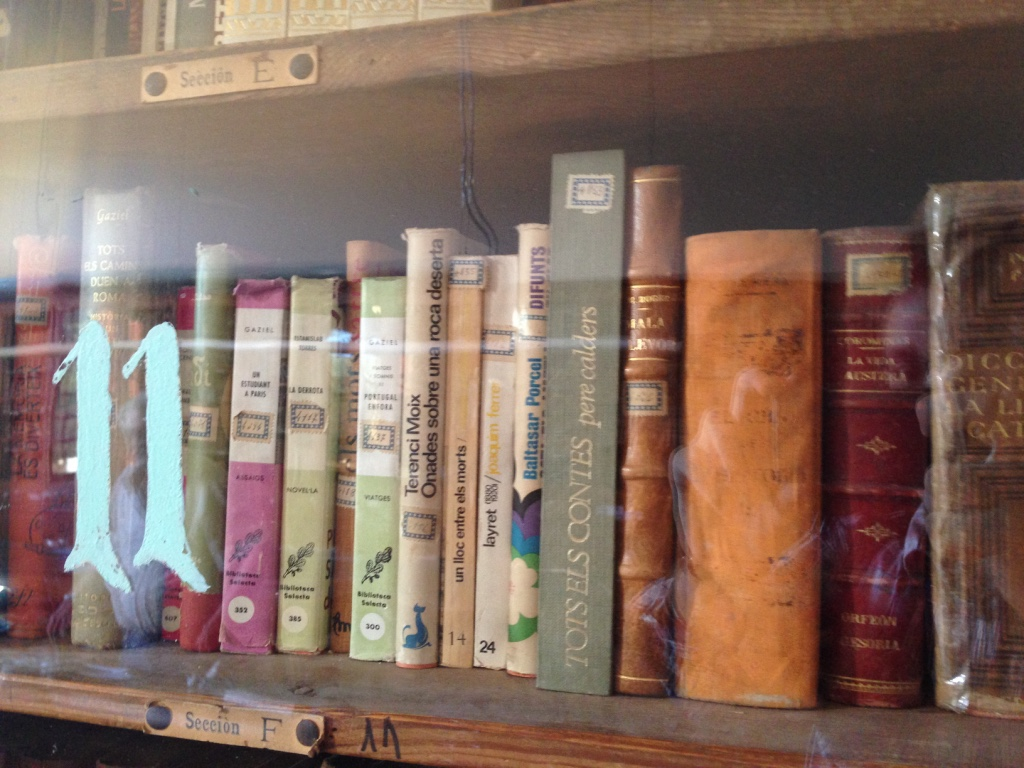
Viquimarató Patrimoni Guixolenc, 2015

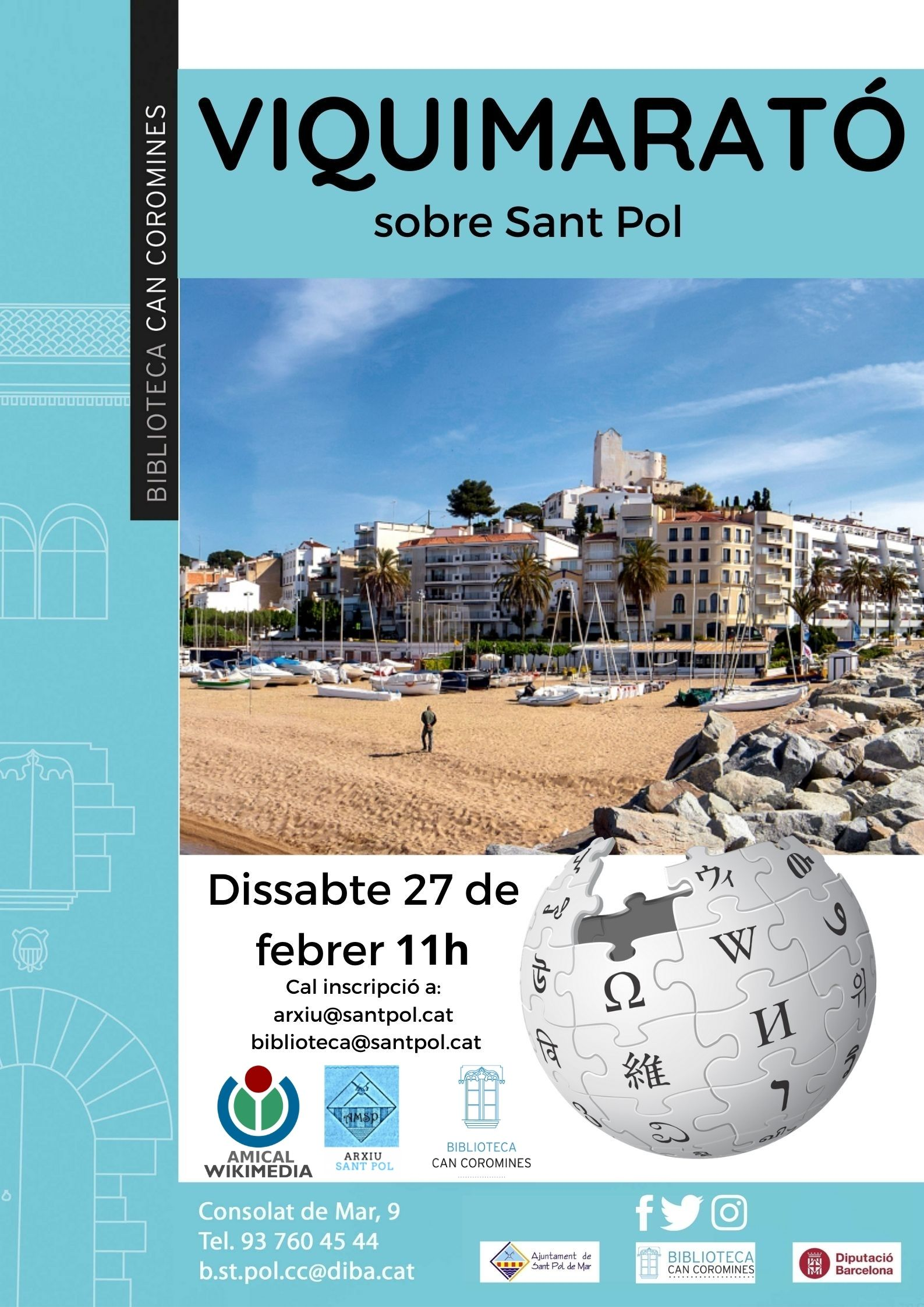
Cartell de la Primera Viquimarató organitzada a Sant Pol de Mar, 2021

Una viquimarató, també anomenada editató (de l'anglès: edit-a-thon) o editatona —quan únicament o principalment participen dones, és un esdeveniment on els editors i editores de plataformes en línia com Viquipèdia, OpenStreetMap o altres wikis locals es reuneixen en un mateix espai, físic o virtual, per editar i millorar articles o mapes de forma col·laborativa. És una activitat participativa, que afegeix una dimensió social a la tasca en línia de les editores i editors voluntaris i crea lligams dins la comunitat, a la vegada, que la fa més visible davant l'opinió pública. La paraula "viquimarató" és una combinació dels termes "Viquipèdia" i "marató".
Les maratons d'edició solen ser temàtiques, de manera que es desenvolupen al voltant d'un assumpte concret o un grup específic d'articles o de mapes o d'altres ítems. Durant la pròpia activitat o en forma prèvia a la mateixa i a través d'alguna conferència o taula rodona o taller, les editatons solen incloure informació sobre els projectes de la Fundació Wikimedia, introduccions bàsiques d'edició wiki per a les persones novelles, així com algun tipus d'activitat motivadora complementària. Les trobades d'edició poden tenir moltes variants, però en tot cas suposen «destresa en la dinamització d'esdeveniments i entroncar-se amb l'ampli corpus teòric-pràctic de l'alfabetització informacional».
En ocasions concretes, un col·lectiu o institució educativa o cultural, pot oferir diversos tipus de suport pel que fa a bibliografia i documents d'interès, així com pel que fa a infraestructures: aules o àrees per a activitats, comunicacions, equips informàtics, etc. Així, s'han realitzat viquimaratons en institucions culturals com museus, arxius o biblioteques, com ara, la Societat Catalana de Biologia, el MNAC, o la Royal Society. Les viquimaratons s'han centrat en temes tan diversos com la música electrònica, la història de l'art, el feminisme o la ciència. També s'han fet viquimaratons sobre la llengua d'un projecte, o bé viquimaratons centrades en un lloc, com per exemple un municipi, com ara, Sant Pol.
Un altre tipus d'esdeveniments relacionats són les viquimaratons fotogràfiques com, per exemple, Wiki Loves Monuments (WLM), una convocatòria d'àmbit internacional que està permetent fotografiar sistemàticament el patrimoni cultural protegit de molts països, fent paleses a més les deficiències de la informació pública existent fins ara.
El terme editatona, per referir-se a les editatons amb una presència majoritàriament femenina, va ser ideat per un grup de wikipedistes mexicanes, quan el 2014 van crear el projecte anomenat 'Editatona', amb el propòsit de reduir la bretxa de gènere a la Wikipedia. El 2018, aquest projecte va ser premiat amb el premi Frida, del Fondo Regional para la Innovación Digital en América Latina y el Caribe. Les dones i els membres de la comunitat LGBT, així com les comunitats llatina o afroamericana, utilitzen editatons per salvar la bretxa en la composició sexual i racial de Viquipèdia.
Una de les editatons que més s'ha estès en el temps, va ser la que es va celebrar, del 9 al 12 de juny de 2016, al Museu Soumaya de la Ciutat de Mèxic, on investigadores i investigadors del museu i wikipedistes de Wikimedia Mèxic, van editar continguts de la Wikipedia, així com de Wikidata i de Wikisource, durant 72 hores seguides. Aquesta marca va ser reconeguda oficialment amb un rècord mundial pel Guinness World Records.